# Coefficient de diffusion
Un coefficient de diffusion est une grandeur caractéristique du phénomène de diffusion de la matière. Le coefficient de diffusion mesure le rapport entre le flux molaire dû à la diffusion moléculaire, et le gradient de concentration de l'espèce chimique considérée (ou, plus généralement, de la variable d'effort entraînant cette diffusion), comme formulé par la loi de Fick.

## Description
Des coefficients de diffusion apparaissent dans un grand nombre de phénomènes différents, tous décrits par des mouvements au hasard dans toutes les directions, à l'équilibre, qui conduisent à la même équation de diffusion (Diffusion de la matière), qui est sans propagation, c'est-à-dire sans aucune onde à vitesse constante, mais avec une avancée du front, par marche au hasard dans tous les sens, (mouvement brownien ou marche aléatoire très étudiée en mathématiques) se ralentissant comme la racine carrée du temps, sur des distances croissant comme la racine carrée du temps multiplié par ce coefficient de diffusion :
La chaleur qui diffuse via les phonons ou les électrons dans les métaux, avec un coefficient de diffusion thermique appelé aussi diffusivité thermique, a été étudiée de façon rigoureuse pour la première fois en 1822 par Joseph Fourier, dans un livre fondamental en physique et en mathématiques.
En physique, chimie et même nucléaire, la notion de diffusion de la matière s'applique à toutes sortes de particules, dans les gaz, les liquides, ou les solides. Ces particules tendent à se déplacer, au sein de l'autre substance. La valeur du coefficient de diffusion est la mesure de cette propriété physico-chimique, indiquant la facilité de mouvement au hasard d'une des particules considérées par rapport à celles qui constituent le milieu dans lequel se fait son déplacement.
Dans le mouvement brownien, modélisé scientifiquement en premier par Albert Einstein, une grosse particule diffuse par suite des chocs au hasard dans tous les sens des molécules ou atomes entourant cette particule.
Dans les centrales nucléaires les neutrons diffusent aussi (flux neutronique ou diffusion de la matière).
L'existence d'un coefficient de diffusion peut ainsi concerner des systèmes aussi variés que, par exemple des impuretés (ions dopants, électrons, atomes, molécules) dans un cristal, ou encore un gaz ou un liquide dans un polymère, des ions dans un liquide au repos, dans les électrolytes et piles électriques, un gaz dans l'air au repos... Ces couples de substances présentent la caractéristique d'être des milieux où le mode principal de déplacement de l'espèce diffusante est de type brownien c'est-à-dire que l'on peut le modéliser par des déplacements aléatoires dans toutes les directions, par marche au hasard, marche aléatoire ou mouvement brownien.
Mesurer un coefficient de diffusion est parfois délicat, car d'autres mouvements peuvent y être superposés, comme des mouvements de convection, par exemple du gaz ou du liquide pour la chaleur par exemple, ou de migration de la substance en mouvement qui peuvent s'ajouter au déplacement par diffusion pure.
Selon la loi de Fick, le coefficient de diffusion est le rapport entre le flux de matière diffusante, (comme le soluté, la chaleur, etc.) et sa cause, le gradient de sa concentration le long d'un axe qui provoque ce flux, par suite du déséquilibre de sa marche au hasard.
Le coefficient de diffusion est souvent désigné par la lettre majuscule « D » (avec parfois d'autres notations suivant les domaines) et a comme unité le mètre carré par seconde (m2/s), qui, en dimension, est expliqué par cette marche au hasard, sans aucune vitesse, en mètre par seconde (m/s), par suite d'autant de marches dans un sens qu'en sens inverse, qui empêchent d'avancer, mais qui laissent une avancée de diffusion, avec le carré de la distance d'avance proportionnel au temps par suite des marches au hasard dans tous les sens, qui ne se compensent pas totalement de façon proportionnelle au gradient de concentration.
Cette caractéristique dimensionnelle de diffusion est essentielle et donne l'ordre de grandeur des solutions de l'équation de diffusion, comme le temps d'arrivée du front à travers une épaisseur donnée, croissant comme le carré de cette épaisseur, ce qui est le point de départ de méthodes de mesure du coefficient D.

## Mesure du coefficient de diffusion
On utilise la propriété de la diffusion de plus en plus lente comme la racine carrée du temps, pour mesurer le coefficient de diffusion à travers une plaque d'épaisseur d avec le temps t d'arrivée d'une variation brutale de concentration des particules diffusantes (ou aussi, si les particules sont des phonons avec en plus les électrons dans un métal, la chaleur pour une plaque chauffée rapidement d'un côté (par un laser par exemple, méthode dite « laser flash »)).
On mesure le temps t d'arrivée d'un signal moitié en concentration ou température de l'autre côté, qui donne D avec la relation.
{\displaystyle D={\frac {1{,}37\;d^{2}}{\pi ^{2}\;t}}}

## Lois et coefficients de diffusion
Si les coefficients de diffusion caractérisent la diffusion de la matière, il est nécessaire de les associer aux lois de diffusion décrivant leur comportement dynamique.
Par exemple, applicable pour les milieux fluides, la loi de Fick exprime une relation linéaire entre le flux de matière et le gradient de concentration de celle-ci :
{\displaystyle \mathbf {J} _{j}=-\rho {\mathcal {D}}_{ij}\nabla c_{j}}
avec
| {\displaystyle \mathbf {J} _{j}}    | flux massique (en kg m−2 s−1),                |
| {\displaystyle \rho }               | masse volumique (en kg m−3),                  |
| {\displaystyle {\mathcal {D}}_{ij}} | coefficient de diffusion binaire (en m2 s−1), |
| {\displaystyle c_{j}}               | fraction massique.                            |
{\displaystyle {\mathcal {D}}_{ij}} (en m2 s−1) est le coefficient de diffusion binaire de i dans j (ou de j dans i). Ce coefficient est caractéristique de la physique de l'interaction i-j. Il diffère donc suivant le couple étudié. Il est généralement de nature scalaire mais peut dans certains cas être un tenseur, si la diffusion n'est pas isotrope, c'est-à-dire si elle dépend de la direction dans l'espace.
Dans un milieu multiespèce, cette loi se généralise par les équations de Stefan-Maxwell.
En milieu fluide, le coefficient de diffusion est aussi exprimé de façon adimensionné par l'intermédiaire du nombre de Schmidt {\displaystyle Sc={\frac {\nu }{\mathcal {D}}}}, qui le rapporte à la viscosité cinématique {\displaystyle \nu }, quantité représentant la diffusion de la quantité de mouvement.

## Milieux gazeux
Le coefficient de diffusion binaire ne dépend que de l'interaction entre i et j (même si d'autres espèces sont présentes). La méthode de Chapman-Enskog permet de l'exprimer sous la forme suivante :
{\displaystyle {\mathcal {D}}_{ij}={\frac {3}{8}}\left({\frac {N}{2\pi }}\left({\frac {1}{M_{i}}}+{\frac {1}{M_{j}}}\right)\right)^{\frac {1}{2}}{\frac {\left(kT\right)^{\frac {3}{2}}}{p\sigma ^{2}\Omega _{ij}^{*}}}}
avec
| {\displaystyle N}                   | Nombre d'Avogadro,                                                                              |
| {\displaystyle k}                   | Constante de Boltzmann,                                                                         |
| {\displaystyle T}                   | température,                                                                                    |
| {\displaystyle M}                   | masse molaire,                                                                                  |
| {\displaystyle p}                   | pression,                                                                                       |
| {\displaystyle \sigma }             | diamètre correspondant à la section efficace,                                                   |
| {\displaystyle \Omega _{ij}^{*}(T)} | intégrale de collision réduite par sa valeur pour la collision de sphères dures et proche de 1. |
L'intégrale de collision peut être calculée avec un potentiel intermoléculaire réaliste tel que le potentiel de Lennard-Jones.
Il existe des bases de données pour ces coefficients,.
Le coefficient de diffusion thermique est lié à la conductivité thermique et dépend, au contraire du coefficient de diffusion binaire, de toutes les espèces présentes. Il n'existe pas de forme explicite pour {\displaystyle {\mathcal {D}}_{i}^{T}(p,T,x_{i},M_{i},\lambda _{i},{\mathcal {D}}_{ij})} où {\displaystyle x} est la fraction volumique et {\displaystyle \lambda } est la conductivité thermique. On notera que ce coefficient s'exprime en kg m s−1.

### Exemples
Gaz à 1 atm.
| Paire d'espèces (soluté – solvant) | Température (°C) | D (cm2/s) | Référence |
| ---------------------------------- | ---------------- | --------- | --------- |
| Eau (g) – air (g)                  | 25               | 0,282     | [ 5 ]     |
| Oxygène (g) – air (g)              | 25               | 0,176     | [ 5 ]     |

D'une manière plus générale, le coefficient de diffusion de la vapeur d'eau dans l'air peut être approximé par la formule suivante :
{\displaystyle {\mathcal {D}}_{H_{2}O(g)-air}=1{,}87\times 10^{-10}{\frac {T^{2{,}072}}{P}}}, exprimé en m2 s−1 et valable pour 280 K < {\displaystyle T} < 450 K, avec {\displaystyle P} exprimé en atm.

## Milieux liquides
La méthode la plus aboutie pour les liquides fait appel à la dynamique moléculaire, méthode numérique très lourde à mettre en œuvre. On se contente généralement de la loi de Stokes-Einstein, basée sur la loi de Stokes et celle du déplacement stochastique dans un mouvement brownien. Cette loi n'est en principe valide que lorsque la molécule i est notablement plus grosse que celles constituant le solvant j :
{\displaystyle {\mathcal {D}}_{ij}={\frac {kT}{6\pi r_{i}\mu _{j}}}}
où {\displaystyle \mu } est la viscosité dynamique. Le rayon de la sphère est choisi de telle façon que son volume soit égal au volume molaire {\displaystyle V} :
{\displaystyle r={\frac {1}{2}}\left({\frac {V}{N}}\right)^{\frac {1}{3}}}
Cette loi peut s'écarter de quelques dizaines de pourcents de la mesure à cause de l'hypothèse sur la taille de la particule. Il existe des corrélations expérimentales utilisables pour toute espèce et corrigeant empiriquement l'expression de Stokes-Einstein.

### Exemples
Solutés dans les liquides infiniment dilués. Légende : (s) – solide ; (l) – liquide ; (g) – gaz ; (dis) – dissous.
| Paire d'espèces (soluté – solvant)  | Température (°C) | D (cm2/s)   | Référence |
| ----------------------------------- | ---------------- | ----------- | --------- |
| Acétone (dis) – eau (l)             | 25               | 1,16 × 10−5 | [ 5 ]     |
| Air (dis) – eau (l)                 | 25               | 2,00 × 10−5 | [ 5 ]     |
| Ammoniac (dis) – eau (l)            | 25               | 1,64 × 10−5 | [ 5 ]     |
| Argon (dis) – eau (l)               | 25               | 2,00 × 10−5 | [ 5 ]     |
| Benzène (dis) – eau (l)             | 25               | 1,02 × 10−5 | [ 5 ]     |
| Brome (dis) – eau (l)               | 25               | 1,18 × 10−5 | [ 5 ]     |
| Monoxyde de carbone (dis) – eau (l) | 25               | 2,03 × 10−5 | [ 5 ]     |
| Dioxyde de carbone (dis) – eau (l)  | 25               | 1,92 × 10−5 | [ 5 ]     |
| Chlore (dis) – eau (l)              | 25               | 1,25 × 10−5 | [ 5 ]     |
| Éthane (dis) – eau (l)              | 25               | 1,20 × 10−5 | [ 5 ]     |
| Éthanol (dis) – eau (l)             | 25               | 0,84 × 10−5 | [ 5 ]     |
| Éthylène (dis) – eau (l)            | 25               | 1,87 × 10−5 | [ 5 ]     |
| Hélium (dis) – eau (l)              | 25               | 6,28 × 10−5 | [ 5 ]     |
| Hydrogène (dis) – eau (l)           | 25               | 4,50 × 10−5 | [ 5 ]     |
| Sulfure d'hydrogène (dis) – eau (l) | 25               | 1,41 × 10−5 | [ 5 ]     |
| Méthane (dis) – eau (l)             | 25               | 1,49 × 10−5 | [ 5 ]     |
| Méthanol (dis) – eau (l)            | 25               | 0,84 × 10−5 | [ 5 ]     |
| Azote (dis) – eau (l)               | 25               | 1,88 × 10−5 | [ 5 ]     |
| Monoxyde d'azote (dis) – eau (l)    | 25               | 2,60 × 10−5 | [ 5 ]     |
| Oxygène (dis) – eau (l)             | 25               | 2,10 × 10−5 | [ 5 ]     |
| Propane (dis) – eau (l)             | 25               | 0,97 × 10−5 | [ 5 ]     |
| Eau (l) – acétone (l)               | 25               | 4,56 × 10−5 | [ 5 ]     |
| Eau (l) – éthanol (l)               | 25               | 1,24 × 10−5 | [ 5 ]     |
| Eau (l) – acétate d'éthyle (l)      | 25               | 3,20 × 10−5 | [ 5 ]     |

## Solides
Les mécanismes de diffusion (perméation) sont du type brownien. Ils sont donc décrits par une loi de Fick. Le saut d'un site du réseau cristallin à un autre se fait par franchissement d'une barrière de potentiel grâce à l'agitation thermique. Les coefficients de diffusion correspondants sont donc "activés", c'est-à-dire décrits par une loi d'Arrhenius :
{\displaystyle {\mathcal {D}}={\mathcal {D}}_{0}\,\mathrm {e} ^{-{\frac {E}{kT}}}}
où {\displaystyle E} est la barrière énergétique.
Le coefficient de diffusion (unique) d'un système binaire est facilement déduit des profils de diffusion des deux espèces en interdiffusion. Dans le cas plus général d'un système à n constituants (n > 2), cette détermination est beaucoup plus difficile. Bien souvent on néglige a priori les coefficients non diagonaux {\displaystyle {\mathcal {D}}_{ij,j\neq i}} de la matrice {\displaystyle {\mathcal {D}}} et l'on assimile ses coefficients diagonaux {\displaystyle {\mathcal {D}}_{ii}} aux coefficients binaires, de plus obtenus souvent dans des conditions de très grande dilution qui ne s'appliquent pas aux compositions considérées. La première détermination expérimentale de la matrice {\displaystyle {\mathcal {D}}} complète pour des systèmes quaternaires (n = 4) et quinaires (n = 5) est annoncée en 2020.

### Exemples
| Paire d'espèces (soluté – solvant) | Température (°C) | D (cm2/s)   | Référence |
| ---------------------------------- | ---------------- | ----------- | --------- |
| Hydrogène – fer (s)                | 10               | 1,66 × 10−9 | [ 5 ]     |
| Hydrogène – fer (s)                | 100              | 124 × 10−9  | [ 5 ]     |
| Aluminium – cuivre (s)             | 20               | 1,3 × 10−30 | [ 5 ]     |